# Fukutsu (Fukuoka)
Fukutsu (福津市 Fukutsu-shi?) es una ciudad localizada en Fukuoka, Japón.
A partir de 2005, la ciudad tiene una población de 56.500 y una densidad de 1.072 personas por km². La superficie total es de 52,71 km².
La ciudad fue fundada el 24 de enero de 2005 al fusionarse los pueblos de Fukuma y  Tsuyazaki, ambos del Distrito de Munakata.

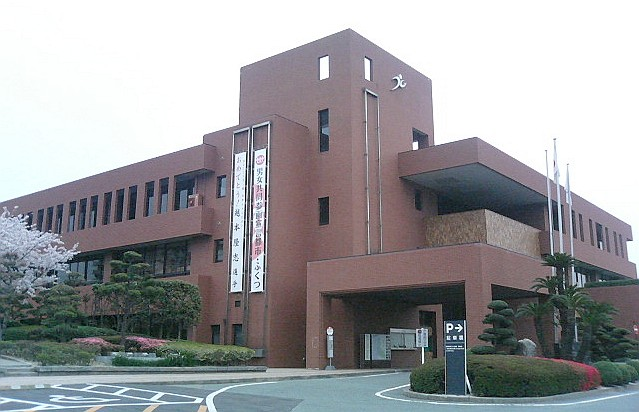
Ayuntamiento de Fukutsu.